# Pracht-Passionsfalter

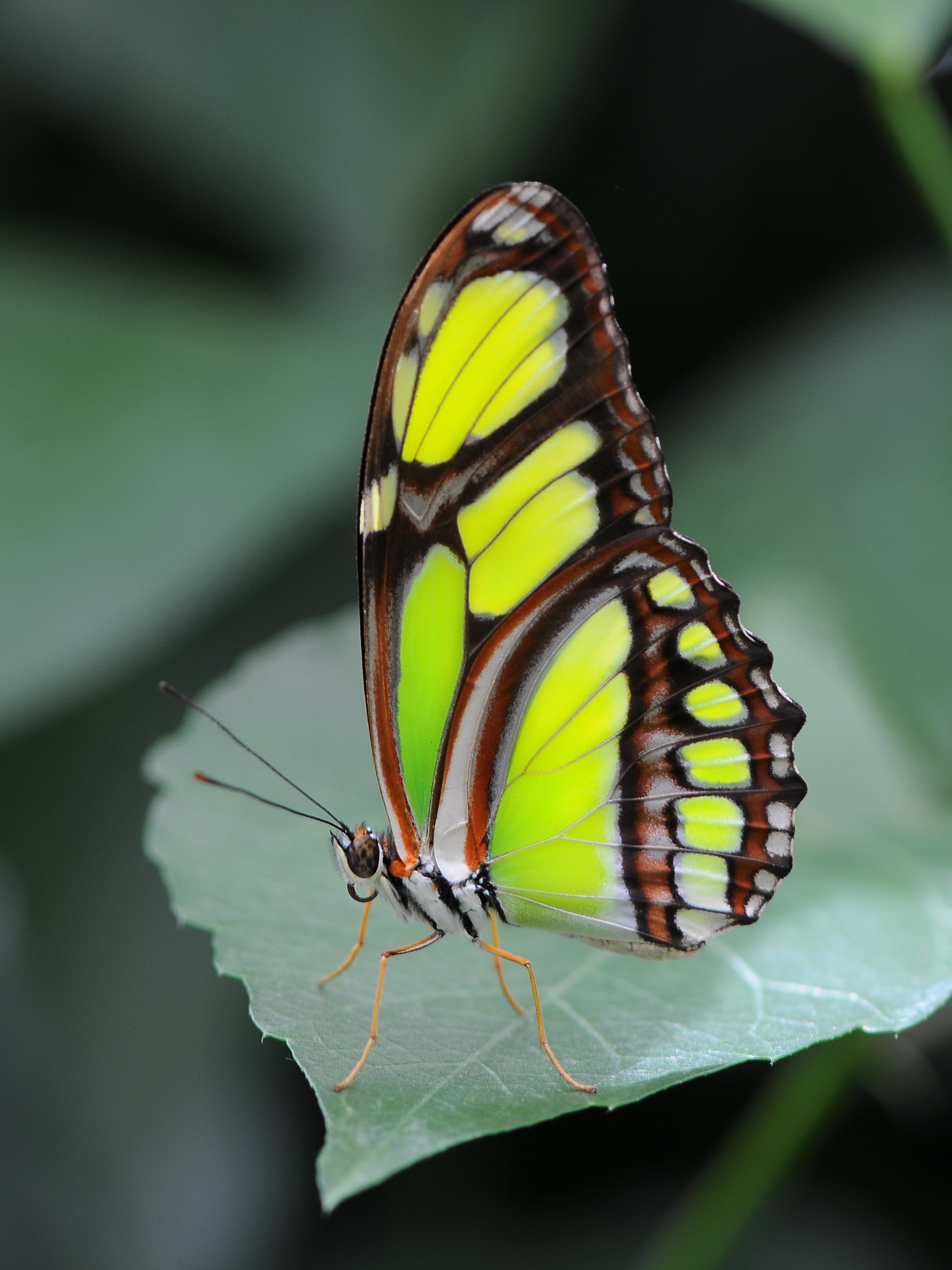
Flügelunterseiten

Der Pracht-Passionsfalter (Philaethria dido) ist ein Schmetterling (Tagfalter) aus der Familie der Edelfalter (Nymphalidae).

## Beschreibung

### Falter
Die Flügelspannweite der Falter beträgt 75 bis 88 Millimeter. Ihre Flügel sind lang und schmal. Die Grundfarbe ist schwarz. Auf den Vorderflügeln befinden sich drei große, leuchtend gelbgrüne bis malachitgrüne Flecke, von denen einer als schmaler Längsstreifen von der Flügelwurzel bis zur Mitte den Vorderrand entlang verläuft. Auch auf den Hinterflügeln befindet sich ein großer grüner Fleck, der fast die gesamte Oberfläche ausfüllt. Hinzu kommt eine Kette von grünen Flecken, die am Außenrand entlang verlaufen. Die Flügelunterseiten zeigen ein ähnliches Farbenmuster wie die Oberseiten, in Richtung Vorderrand sind die grünen Flecke jedoch von einer roten Linie begrenzt.

### Raupe
Ausgewachsene Raupen haben eine weißliche bis blass grüne Grundfärbung, eine gelbliche Unterseite und sind auf dem Rücken und den Seiten mit vielen schwarzen oder rötlichen Dornen bestückt.

### Puppe
Die Puppen haben eine bräunliche Farbe, sind grauweiß marmoriert und erinnern an Vogelkot, um vor Fressfeinden geschützt zu sein.

### Ähnliche Arten
Der farblich ähnliche Malachitfalter (Siproeta stelenes) unterscheidet sich durch die kürzere und breitere Flügelform, grüne Querbinden sowie das Fehlen des Längsstreifens auf der Vorderflügeloberseite. Der ähnliche Philaethria pygmalion ist größer und überwiegend türkis gefärbt. Die roten Begrenzungslinien auf der Hinterflügelunterseite sind nur schwach ausgebildet oder fehlen ganz. Diese Art kommt vornehmlich im Mündungsgebiet des Amazonas im Bundesstaat Pará vor. 

## Verbreitung und Lebensraum
Das Verbreitungsgebiet des Pracht-Passionsfalters umfasst das Rio Grande Valley im Süden von Texas, Mittelamerika, Kolumbien, Peru, Bolivien und westliche Teile des Amazonasbeckens. Die Art lebt bevorzugt in tropischen Regenwäldern.

## Lebensweise
Die Falter sind im nördlichen Verbreitungsgebiet von Juli bis Dezember anzutreffen, im Süden das ganze Jahr hindurch. Zur Aufnahme von Nektar saugen sie gerne an verschiedenen Blüten, beispielsweise an Cissus-Arten. Die Raupen ernähren sich von den Blättern von Passionsblumen (Passiflora), dazu gehören Passiflora laurifolia, Passiflora vitifolia, Passiflora edulis und Passiflora ambigua. 

## Unterarten
Folgende Unterarten werden unterschieden:
- Philaethria dido choconensis, im Westen Kolumbiens
- Philaethria dido dido